# Conquista romana de Anglesey
A Conquista romana de Anglesey se deu em dois eventos principais no século I no contexto da conquista romana da Britânia. Depois de uma primeira investida, conhecida também como Massacre de Menai, em 60, a conquista final da ilha de Anglesey, conhecida na época como Mona, se deu em 77. 

## Primeira invasão (60)
Nos "Anais", Tácito relembra todos os detalhes desta campanha. Ele era o genro de Cneu Júlio Agrícola, que provavelmente participou pessoalmente da campanha. Dião Cássio faz uma breve menção à campanha e o próprio Tácito também em sua biografia de Agrícola. O nome "Massacre de Menai" é uma referência ao estreito de Menai, que separa a ilha da Britânia.
Nas palavras de Tácito:
| “ | A Britânia estava nas mãos de Suetônio Paulino, que, em conhecimento militar e em apoio popular, e que não permitia que ninguém ficasse sem um rival, competia com Córbulo e aspirava igualar a glória da recuperação da Armânia pela submissão dos inimigos de Roma. Com este objetivo, ele se preparou para atacar a ilha de Mona, que tinha uma poderosa população e era um refúgio para fugitivos. Ele construiu navios de quilha plana para lidar com os baixios e o mar de profundidade desconhecida. Desta forma, a infantaria atravessou seguida pela cavalaria que vinha a pé ou, onde a água era funda demais, nadando ao lado de seus cavalos. Na margem estava o exército inimigo com uma densa malha de guerreiros armadas enquanto que entre as fileiras corriam mulheres, vestidas de preto como as Fúrias, com cabelos desgrenhados e agitando tochas. Por toda a volta, os Druidas, levantando suas mãos para céu e derramando imprecações terríveis, assustaram nossos homens com algo que nunca tinham visto, tanto que, como se seus membros estivessem paralisados, eles ficaram imóveis e expostos à ferimentos. Então, urgidos pelos apelos de seu general e por encorajamentos mútuos para que não fraquejassem diante de uma tropa de mulheres enlouquecidas, eles levaram adiante nossos estandartes, esmagaram toda a resistência e envolveram o inimigo nas chamas de suas próprias tochas. Uma força foi em seguida lançada sobre os vencidos e seus bosques, dedicados a superstições inumanas, foram destruídos. De fato, eles consideraram um dever cobrir os altares deles com o sangue dos cativos e consultar suas divindades utilizando entranhas humanas. Suetônio, ocupado com isto, recebeu notícias de uma súbita revolta da província... Suetônio, porém, com maravilhosa determinação, marchou por entre uma população hostil até Londínio... | ” |
|   | — Tácito, Anais XIV.29-33. |   |

Paulino estava à frente das legiões XIV Gemina e da XX Valeria Victrix. A revolta citada no texto de Tácito é a famosa Revolta de Boadiceia (60-61). Segundo Morgan, a carnificina provocou uma guerra religiosa no país todo da qual o druidismo não se recuperou mais.

## Conquista final (77)
A segunda invasão foi realizada pelo governador romano da Britânia Cneu Júlio Agrícola no final de 77. O relato é de Tácito em "Agrícola" (em latim: "De vita et moribus Iulii Agricolae"):
| “ | Tal era o estado da Britânia e tais eram as vicissitudes da guerra que Agrícola encontrou em sua travessia por volta do meio do verão. Nossos soldados fizeram disto um pretexto para a falta de cuidado, como se a guerra estivesse encerrada e o inimigo estivesse apenas ganhando tempo. Os ordovicos, pouco antes da chegada de Agrícola, haviam destruída um destacamento quase inteiro de cavalaria aliada aquartelado em seu território. Um começo como este elevou as esperanças do país e todos os que desejavam a guerra aprovaram o precedente e ansiosamente vigiaram o temperamento do novo governador. Enquanto isto, Agrícola, embora com o verão já passado e os destacamentos espalhados por toda a província, através da confiante antecipação dos soldados de que uma inação naquele ano seria um fonte de atrasos e dificuldades em começar uma campanha — e a maior parte de seus conselheiros acreditava ser melhor simplesmente vigiar os pontos fracos — resolveu enfrentar o perigo. Ele juntou uma força de veteranos e um pequeno grupo de auxiliares; então, como os ordovicos não ousariam descer até a planície, ele se colocou na frente de suas fileiras para inspirar todos com a mesma coragem contra um inimigo comum e liderou suas tropas morro acima. A tribo foi quase completamente exterminada. Bem ciente de que ele necessitaria dar prosseguimento ao prestígio de suas forças e que, em proporção ao seu primeiro sucesso seria o terror das demais tribos, ele formulou o plano de subjugar a ilha de Mona, de cuja ocupação Paulino ainda era lembrado, como já relatei, por causa da revolta de toda a província. Mas, como seus planos ainda não estavam maduros, ele não dispunha de uma frota. A habilidade e a determinação do general conseguiram realizar a travessia. Com alguns homens escolhidos entre os auxiliares, livres de todo equipamento, que conheciam os baixios e tinham a experiência nacional em nadar que permitia que os britanos cuidassem não apenas de si mesmos, mas de suas armas e cavalos, ele realizou um ataque tão inesperado que espantou o inimigo que, esperando uma frota, um armamento naval e um assalto pelo mar, acreditou que contra atacantes como este nada poderia ser formidável ou invencível. E assim, a paz tendo sido decretada e a ilha, entregue, Agrícola se tornou grande e famoso... | ” |
|   | — Tácito, Agrícola. |   |